# Patissodes
Patissodes és un gènere d'arnes de la família Crambidae descrit per George Hampson el 1919 La seva única espècie, Patissodes fulvinotata, descrita pel mateix autor en el mateix any, es troba a Singapur.